# Chapelle funéraire Louis-Joseph-Papineau
La chapelle funéraire Louis-Joseph-Papineau est un monument funéraire située à Montebello au Québec (Canada). Cet petit édifice de style néogothique a été construit entre 1853 et 1855 et reconstruite en 1935. Elle abrite la sépulture de 11 membres de la famille de Louis-Joseph Papineau, seigneur de la Petite-Nation et homme politique.